# Ilhéu Caroço
Ilhéu Caroço (engl. Carocho Islet, früher auch Ilheu Boné de Joquei oder Dutchman’s Cap) ist eine kleine, unbewohnte und zum westafrikanischen Staat São Tomé und Príncipe gehörende Insel im Golf von Guinea. Sie befindet sich 2,9 km südöstlich der Ponta do Pico Negro, der südöstlichen Landspitze Príncipes, und gehört zur gleichnamigen Provinz Príncipe.
Die Insel ist etwa 840 Meter lang und 550 Meter breit. Dies ergibt eine Fläche von gut vierzig Hektar. Sie erhebt sich steil aus dem Meer und erreicht eine Höhe von 305 Metern.
Die Insel gehört zur Kamerunlinie und ist vulkanischen Ursprungs. Sie wird von Phonolithen aufgebaut, die ein Alter um 5,4 Millionen Jahren aufweisen.